# Pierre Monier
Pour les articles homonymes, voir Mosnier.
Pierre Monier ou Mosnier, né le 17 mai 1641 à Blois et mort à Paris le 29 décembre 1703, est un peintre français.

## Biographie

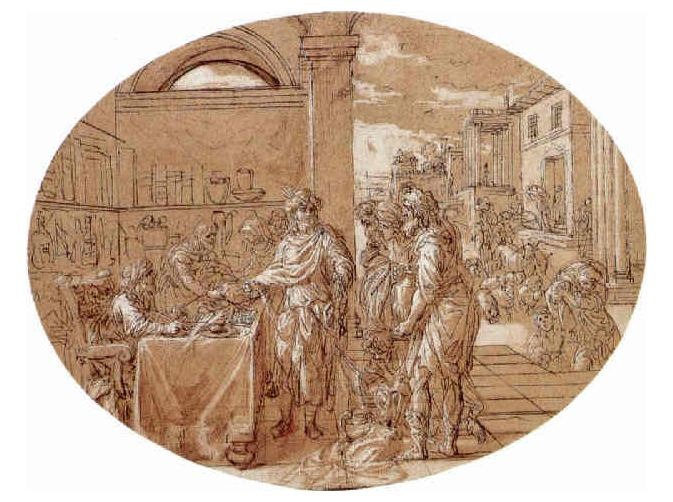
Dîmant au temple par Pierre Mosnier

Pierre Monier est le fils de Jean Mosnier et le frère de Michel Monier (†1686), sculpteur, qui a réalisé pour le parc du château de Versailles une copie du Gladiateur mourant.
Il a d'abord été l'élève de son père avant de rejoindre jeune Paris où il a travaillé avec Sébastien Bourdon. 
Pierre Monier obtint le premier grand prix de peinture en 1664 avec la Conquête de la toison d’or. Reçu académicien le 6 octobre 1674, avec Hercule se préparant à la défense de la ville de Thèbes, sa patrie, menacée par les Minyens, et recevant d’Apollon des flèches, de Mercure une épée et de Vulcain une cuirasse comme morceau de réception, il passe adjoint à professeur le 3 juillet 1676 et professeur le 27 juillet 1686.

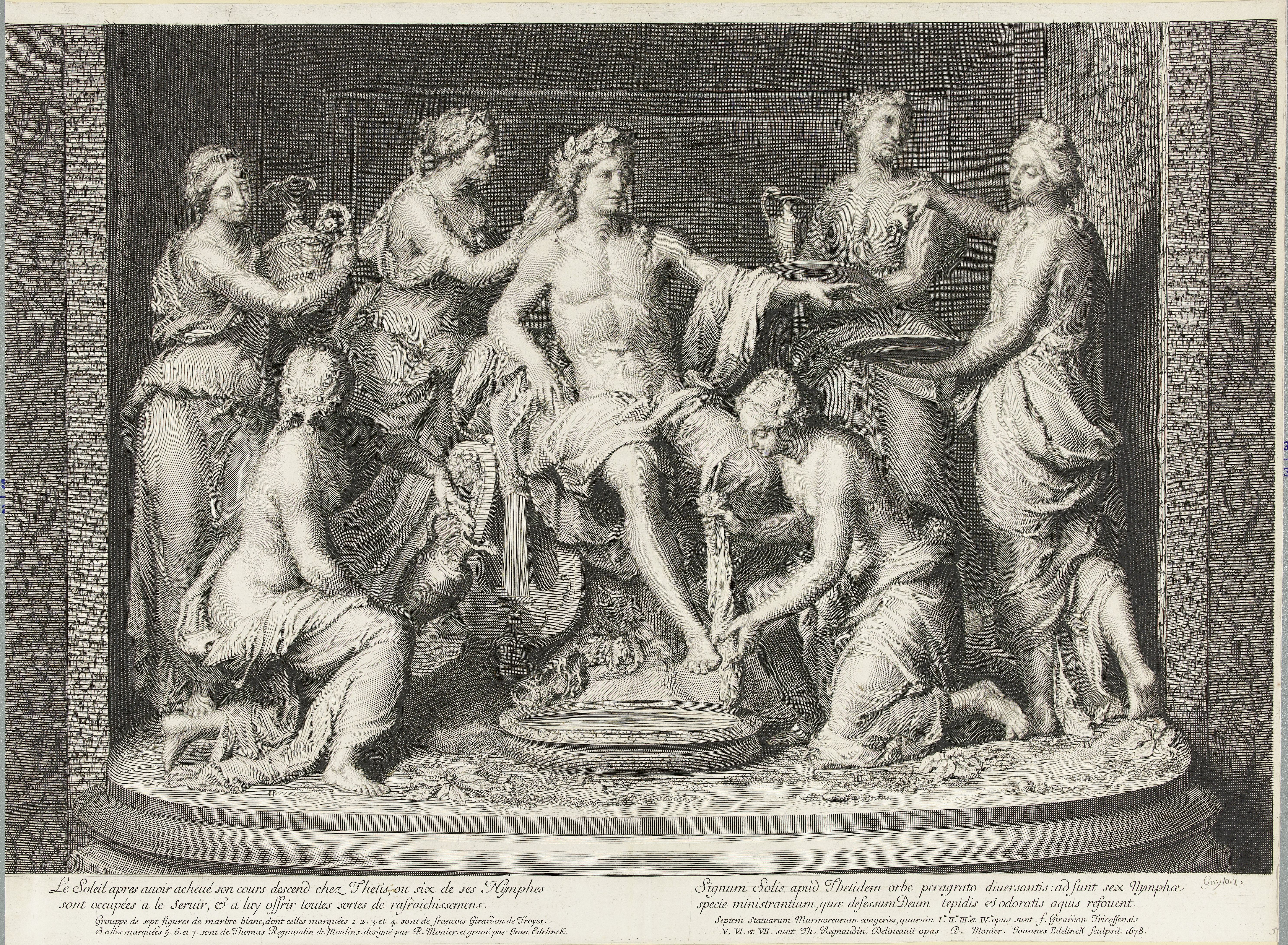
Apollon et six muses, gravure de Jean Edelinck, d’après Pierre Mosnier.

L’un des premiers pensionnaires de l’École de Rome en 1665, Pierre Monier peignit, à son retour de Rome pour l’église Notre-Dame, un tableau représentant le Parlement assemblé afin de juger un procès pour le marquis de Locmaviaker, et pour l’église de Saint-Sulpice : une Vierge adorée par les Anges. Il n’a pris part qu’à une seule exposition. Il avait au salon de 1699 : Notre Seigneur Jésus-Christ, entouré de ses apôtres, appelle à lui les petits enfants (sujet traité de deux manières différentes, sous le même numéro). Le musée du Louvre possède encore de cet artiste la Magnificence royale, peinture allégorique.

## Œuvres
- Orléans, Musée des Beaux-Arts: Jésus portant sa Croix ou La Montée au Calvaire, 1680-1690, huile sur toile, 292 x 220 cm[3]

## Publication
Mosnier a fait à l’Académie royale de peinture et de sculpture des conférences qu’il a publiées sous le titre d’Histoire des arts qui ont rapport au dessin, divisée en trois livres, etc. Paris, 1698, 1 vol. in-12 (lire en ligne).